# Поле (физика)
Физи́ческое по́ле (квантовое поле, полевая функция, полевой оператор) — форма материи, физическая система, обладающая бесконечным количеством степеней свободы. Примерами физических полей служат электромагнитное и гравитационные поля. Математически задаётся набором чисел в каждой точке пространства-времени и может быть представлено в виде скаляра, вектора, тензора, спинора или некоторой совокупностью таких чисел. Величина, через которую можно узнать обо всех интересующих нас свойствах поля, называется полевой функцией. Она описывает все физические проявления поля. Динамика физического поля подчиняется динамическим уравнениям (уравнениям движения, называемым в этом случае уравнениями поля или полевыми уравнениями — обычно это дифференциальные уравнения в частных производных). В частности, для электромагнитного поля — это уравнения Максвелла, а для гравитационного поля — уравнения Эйнштейна. В современном представлении квантованные физические поля представляют собой фундаментальное понятие, с помощью которого описываются известные взаимодействия и превращения элементарных частиц.

## Определения
Полевая функция u(x) может быть одно- или многокомпонентной полевой функцией. Ей соответствует в общем случае столбец функций четырёхмерного пространства-времени, заданных в каждой системе отсчёта. При этом переход от одной системы отсчёта к другой осуществляется с помощью преобразований Лоренца
{\displaystyle u(x)\rightarrow u'(x')=\Lambda u(x)\,,}
где {\displaystyle \Lambda } — матрица преобразования, которая определяется матрицей преобразований Лоренца.

## Общее описание
Физическое поле представляет собой физическую систему с бесконечным числом степеней свободы. Величины, характеризующие такую систему, не локализованы на отдельных материальных частицах с конечным числом степеней свободы, а непрерывно распределены по некоторой области пространства. Примерами таких систем являются гравитационное и электромагнитное поля, а также волновые поля частиц в квантовой физике, например, электрон-позитронные и мезонные поля.
Для описания физического поля необходимо задать одну или несколько физических величин в каждой точке пространства, где существует поле, что называется полевой функцией. В нерелятивистских процессах можно не вводить понятие поля; например, гравитационное или кулоновское взаимодействие двух частиц можно объяснить взаимодействием непосредственно между частицами, без учёта пространства вокруг них. Это соответствует концепции дальнодействия, или действия на расстоянии, которая является приближенной и применима только в нерелятивистском случае.
В релятивистских процессах, когда источники движутся со скоростью, сравнимой со скоростью передачи взаимодействия, концепция дальнодействия теряет актуальность. Изменение состояния одной частицы сопровождается изменением энергии и импульса, а влияние на другую частицу проявляется с задержкой. Энергия и импульс, передаваемые в процессе взаимодействия, временно принадлежат полю, что делает поле физической реальностью.
Понятие физического поля также применяется при описании сплошных сред. Если сопоставить с каждой точкой среды физические величины, такие как температура, давление или напряжение, то получится поле этих величин. В этом случае роль среды в передаче взаимодействия очевидна. Попытки представить немеханическую среду, способную переносить энергию и импульс, привели к созданию различных механических моделей эфира, однако эти модели противоречат принципу относительности Эйнштейна и были отвергнуты.
Простейший тип движения поля — волновое, при котором полевая функция периодически меняется во времени и в пространстве. Любое состояние поля можно представить как суперпозицию волн. Волновое движение характеризуется дифракцией и интерференцией, что невозможно в классической механике частиц. При этом динамические характеристики волн, такие как энергия и импульс, распределены в пространстве, а не локализованы, как у частиц.
В классической механике волновые и корпускулярные свойства противопоставляются, что указывает на качественное различие между полем и частицами. Однако на малых расстояниях, в атомных масштабах, это различие исчезает: у поля проявляются корпускулярные свойства, а у частиц — волновые.
Квантовая механика сопоставляет каждой частице поле её волновой функции, определяющее распределение физических величин, связанных с частицей. Концепция поля является основной для описания свойств элементарных частиц и их взаимодействий. Конечная цель — получение свойств частиц из уравнений поля и перестановочных соотношений, определяющих квантовые свойства материи. Вид уравнений поля ограничен принципами симметрии и инвариантности, которые обобщают экспериментальные данные. Лоренц-ковариантность требует, чтобы волновые функции частиц преобразовывались по неприводимым представлениям группы Лоренца. Из множества таких представлений реализована лишь часть, соответствующая элементарным частицам. В действительности используются наиболее простые, локальные и перенормируемые уравнения полей. Попытки создания теорий, не удовлетворяющих этим требованиям, требуют пересмотра важных принципов физической интерпретации теории, таких как принцип суперпозиции и положительность нормы волновой функции.
Физическое поле представляется некоторой динамической физической величиной (называемой полевой переменной), определённой во всех точках пространства (и принимающей, вообще говоря, разные значения в разных точках пространства, к тому же меняющейся со временем).
В квантовой теории поля — полевая переменная может рассматриваться формально подобно тому, как в обычной квантовой механике рассматривается пространственная координата, и полевой переменной сопоставляется квантовый оператор соответствующего названия.
Полевая парадигма, представляющая всю физическую реальность на фундаментальном уровне сводящейся к небольшому количеству взаимодействующих (квантованных) полей, является не только одной из важнейших в современной физике, но, пожалуй, безусловно главенствующей.
Проще всего наглядно представить себе поле (когда речь идет, например, о фундаментальных полях, не имеющих очевидной непосредственной механической природы) как возмущение (отклонение от равновесия, движение) некоторой (гипотетической или просто воображаемой) сплошной среды, заполняющей всё пространство. Например, как деформацию упругой среды, уравнения движения которой совпадают с или близки к полевым уравнениям того более абстрактного поля, которое мы хотим наглядно себе представить. Исторически такая среда называлась эфиром, однако впоследствии термин практически полностью вышел из употребления, а его подразумеваемая физически содержательная часть слилась с самим понятием поля. Тем не менее, для принципиального наглядного понимания концепции физического поля в общих чертах такое представление полезно, с учётом того, что в рамках современной физики такой подход обычно принимается по большому счету лишь на правах иллюстрации.
Физическое поле, таким образом, можно характеризовать как распределенную динамическую систему, обладающую бесконечным числом степеней свободы.
Роль полевой переменной для фундаментальных полей часто играет потенциал (скалярный, векторный, тензорный), иногда — величина, называемая напряжённостью поля (для квантованных полей в некотором смысле обобщением классического понятия полевой переменной также является соответствующий оператор).
Также полем в физике называют физическую величину, рассматриваемую как зависящую от места: как полный набор, вообще говоря, разных значений этой величины для всех точек некоторого протяженного непрерывного тела — сплошной среды, описывающий в своей совокупности состояние или движение этого протяженного тела. Примерами таких полей может быть:
- температура (вообще говоря разная в разных точках, а также и в разные моменты времени) в некоторой среде (например, в кристалле, жидкости или газе) — (скалярное) поле температуры,
- скорость всех элементов некоторого объёма жидкости — векторное поле скоростей,
- векторное поле смещений и тензорное поле напряжений при деформации упругого тела.

Динамика таких полей также описывается дифференциальными уравнениями в частных производных, и исторически первыми, начиная с XVIII века, в физике рассматривались именно такие поля.
Современная концепция физического поля выросла из идеи электромагнитного поля, впервые осознанной в физически конкретном и сравнительно близком к современному виде Фарадеем, математически же последовательно реализованной Максвеллом — изначально с использованием механической модели гипотетической сплошной среды — эфира, но затем вышедшей за рамки использования механической модели.

## Фундаментальные поля
Среди полей в физике выделяют так называемые фундаментальные. Это поля, которые, согласно с полевой парадигмой современной физики, составляют основу физической картины мира, все остальные поля и взаимодействия из них выводятся. Включают два основных класса взаимодействующих друг с другом полей:
- фундаментальные фермионные поля, прежде всего представляющие физическую основу описания вещества,
- фундаментальные бозонные поля (включая гравитационное, представляющее собой тензорное калибровочное поле), являющиеся расширением и развитием концепции максвелловского электромагнитного и ньютоновского гравитационного полей; на них строится теория фундаментальных взаимодействий.

Существуют теории (например, теория струн, различные другие теории объединения), в которых роль фундаментальных полей занимают несколько другие, ещё более фундаментальные с точки зрения этих теорий, поля или объекты (а нынешние фундаментальные поля появляются или должны появляться в этих теориях в некотором приближении как «феноменологическое» следствие). Однако пока такие теории не являются достаточно подтвержденными или общепринятыми.

### История
Исторически среди фундаментальных полей сначала были открыты (именно в качестве физических полей) поля, ответственные за электромагнитное (электрическое и магнитное поля, затем объединённые в электромагнитное поле), и гравитационное взаимодействие. Эти поля были открыты и достаточно детально изучены уже в классической физике. Вначале эти поля (в рамках ньютоновской теории тяготения, электростатики и магнитостатики) выглядели для большинства физиков скорее как формальные математические объекты, вводимые для формального же удобства, а не как полноценная физическая реальность, несмотря на попытки более глубокого физического осмысления, остававшиеся однако довольно туманными или не приносящими слишком существенных плодов. Но начиная с Фарадея и Максвелла подход к полю (в данном случае — к электромагнитному полю) как к вполне содержательной физической реальности стал применяться систематически и очень плодотворно, включая и существенный прорыв в математическом оформлении этих идей.
Поля, соответствующие слабому взаимодействию и сильному взаимодействию, (играющие важную роль в ядерной физике ядерных и физике частиц; последнее — в числе прочего в объяснении ядерных сил) открыты гораздо позднее, поскольку практически проявляются лишь в физике атомного ядра и частиц, при таких энергиях и расстояниях, которые в принципе относятся к области квантовых теорий.
Тем не менее, в принципе (несмотря на то, что не для всех из них это легко непосредственно обнаружить), все четыре упомянутые поля проявляют себя как посредники при взаимодействии заряженных (различными видами зарядов) тел (частиц), перенося это взаимодействие с конечной скоростью (скоростью света), при этом интенсивность (сила) взаимодействия определяется, кроме положения и движения тел, их зарядами: массой (гравитационным зарядом) для гравитационного поля, электрическим зарядом для электромагнитного и т. д.
Ещё одним решительным моментом в завоевании полевой концепцией признания физиков стало экспериментальное подтверждение теории Максвелла в 1887 году Генрихом Герцем, получившим прямое экспериментальное доказательство существования предсказанных Максвеллом электромагнитных волн (что, кроме прочего, позволило в итоге присоединить оптику, бывшую до этого независимой областью физики, к электромагнитной теории, а это было очень существенным продвижением в направлении увеличения внутренней связности физики).
Постепенно оказывалось, что поле обладает практически всеми атрибутами полноценной физической реальности, включая способность переносить энергию и импульс, и даже в определённых условиях обладать эффективной массой.
С другой стороны, по мере развития квантовой механики становилось всё более ясно, что вещество (частицы) обладает свойствами, которые теоретически присущи именно полям.

### Современное состояние
После создания квантовой механики и достаточно глубокого развития квантовых представлений стало очевидно, что вся материя, в том числе и вещество, описывается квантованными полями: отдельными фундаментальными полями (как электрон) или их коллективными возбуждениями (как протон, составленный из трех кварков и глюонного поля). Одиночными квантовыми возбуждениями фундаментальных полей и являются элементарные частицы. Фотоны, векторные бозоны, глюоны, гравитоны (пока не зафиксированные в качестве отдельных частиц), лептоны и кварки относятся к таким квантовым возбуждениям фундаментальных полей разного типа. Были открыты и подробно исследованы полевые уравнения для свободных полей, их квантование, взаимодействие различных полей.
Таким образом, оказалось, что физическая картина мира может быть сведена в своем фундаменте к квантованным полям и их взаимодействию.
В какой-то мере, главным образом в рамках формализма интегрирования по траекториям и диаграмм Фейнмана, произошло и противоположное движение: поля стало можно в заметной мере представить как почти классические частицы (точнее — как суперпозицию бесконечного количества движущихся по всем мыслимым траекториям почти классических частиц), а взаимодействие полей друг с другом — как рождение и поглощение частицами друг друга (тоже с суперпозицией всех мыслимых вариантов такового). И хотя этот подход очень красив, удобен и позволяет во многом психологически вернуться к представлению о частице, имеющей вполне определённую траекторию, он, тем не менее, не может отменить полевой взгляд на вещи и даже не является полностью симметричной альтернативой ему (а поэтому всё же ближе к красивому, психологически и практически удобному, но всё же всего лишь формальному приему, чем к полностью самостоятельной концепции). Дело тут в двух ключевых моментах:
1. процедура суперпозиции никак «физически» не объяснима в рамках по-настоящему классических частиц, она просто добавляется к почти классической «корпускулярной» картине, не являясь её органическим элементом; в то же время с полевой точки зрения эта суперпозиция имеет ясную и естественную интерпретацию;
2. сама частица, движущаяся по одной отдельной траектории в формализме интеграла по траекториям, хотя и очень похожа на классическую, но всё-таки классическая не до конца: к обычному классическому движению по определённой траектории с определённым импульсом и координатой в каждый конкретный момент даже для одной-единственной траектории — приходится добавлять совершенно чуждое для этого подхода в его чистом виде понятие фазы (то есть некоторого волнового свойства), и этот момент (хотя он действительно сведен к минимуму и о нём довольно легко просто не думать) также не имеет какой-то органичной внутренней интерпретации; а в рамках обычного полевого подхода такая интерпретация опять есть, и она опять органична.

Таким образом, можно заключить, что подход интегрирования по траекториям есть хотя и очень психологически удобная (ведь, скажем, точечная частица с тремя степенями свободы гораздо проще, чем бесконечномерное поле, которое её описывает) и доказавшая практическую продуктивность, но всё же лишь некая переформулировка, пусть и довольно радикальная, полевой концепции, а не её альтернатива.
И хотя на словах на этом языке всё выглядит очень «корпускулярно» (например: «взаимодействие заряженных частиц объясняются обменом другой частицей — переносчиком взаимодействия» или «взаимное отталкивание двух электронов обусловлено обменом между ними виртуальным фотоном»), однако за этим стоят такие типично полевые реальности, как распространение волн, пусть и достаточно хорошо спрятанные ради создания эффективной схемы вычислений, да во многом и давая дополнительные возможности качественного понимания.
В настоящее время (2012 год) фундаментальными бозонными (калибровочными) полями считаются несколько полей, связанных с электрослабым, сильным и гравитационным взаимодействиями. К фундаментальным фермионным полям относятся спинорные поля нескольких «поколений» лептонов и кварков.

### Список фундаментальных полей
В рамках Стандартной модели в качестве фундаментальных выступают следующие поля

#### Фундаментальные фермионные поля
Каждому фундаментальному фермиону (каждому типу кварков и каждому типу лептонов) в рамках Стандартной модели соответствует своё поле, математически представляемое спинорным полем.

#### Фундаментальныебозонные поля(поля — переносчикифундаментальных взаимодействий)
Эти поля в рамках стандартной модели являются калибровочными полями. Известны такие их типы:
- Электрослабое
  - Электромагнитное поле (см. тж. Фотон)
    - Электрическое поле
    - Магнитное поле

  - Поле — переносчик слабого взаимодействия (см. тж. W- и Z-бозоны)
- глюонное поле (см. тж. Глюон)
  - поле ядерных сил
- Гравитационное поле

## Гипотетические поля
Гипотетическими в широком смысле можно считать любые теоретические объекты (например, поля), которые описываются теориями, не содержащими внутренних противоречий, явно не противоречащими наблюдениям и способными в то же время дать наблюдаемые следствия, позволяющие сделать выбор в пользу этих теорий по сравнению с теми, которые приняты сейчас.  Ниже мы будем говорить (и это в целом соответствует обычному пониманию термина) в основном о гипотетичности в этом более узком и строгом смысле, подразумевающем обоснованность и фальсифицируемость предположения, которое мы называем гипотезой.
В теоретической физике рассматривается множество различных гипотетических полей, каждое из которых является принадлежностью вполне конкретной определённой теории (по своему типу и математическим свойствам эти поля могут быть совсем или почти такими же, как известные не гипотетические поля, а могут более или менее сильно отличаться; в том и другом случае под их гипотетичностью имеется в виду то, что они пока не наблюдались в реальности, не были обнаружены экспериментально; в отношении части гипотетических полей может стоять вопрос о том, могут ли они наблюдаться в принципе, и даже могут ли они вообще существовать — например, если теория, в которой они присутствует, вдруг окажется внутренне противоречивой).
Вопрос о том, что следует считать критерием, позволяющим перенести некое конкретное поле из разряда гипотетических в разряд реальных, довольно тонок, поскольку подтверждения той или иной теории и реальности тех или иных объектов, в ней содержащихся, бывают зачастую более или менее косвенными. В этом случае дело сводится обычно к какому-то разумному соглашению научного сообщества (члены которого более или менее детально сознают, о какой степени подтвержденности на самом деле идет речь).
Даже в теориях, считающихся достаточно хорошо подтвержденными, находится место гипотетическим полям (тут речь идет о том, что разные части теории проверены с разной степенью тщательности, и некоторые поля, играющие в них в принципе важную роль, пока не проявились в эксперименте достаточно определённо, то есть пока выглядят именно как гипотеза, придуманная для тех или иных теоретических целей, в то время как другие поля, фигурирующие в той же теории, изучены уже достаточно хорошо, чтобы говорить о них как о реальности).
Примером такого гипотетического поля является поле Хиггса, являющееся важным в Стандартной модели, остальные поля которой отнюдь не являются гипотетическими, а сама модель, пусть и с неизбежными оговорками, считается описывающей реальность (по крайней мере, до той степени, в какой реальность известна).
Существует множество теорий, содержащих поля, которые (пока) никогда не наблюдались, а иногда сами же эти теории дают такие оценки, что их гипотетические поля по-видимому (из-за слабости их проявления, следующей из самой теории) и не могут в принципе быть обнаружены в обозримом будущем (например, торсионное поле). Такие теории (если не содержат, кроме практически непроверяемых, ещё и достаточного количества легче проверяемых следствий) не рассматриваются как представляющие практический интерес, если только не всплывет какой-то нетривиальный новый способ их проверки, позволяющий обойти очевидные ограничения. Иногда же (как, например, во многих альтернативных теориях гравитации — например, поле Дикке) вводятся такие гипотетические поля, о силе проявления которых сама теория вообще не может ничего сказать (например, константа связи этого поля с другими неизвестна и может быть как довольно большой, так и сколь угодно малой); с проверкой таких теорий обычно также не торопятся (поскольку таких теорий много, а своей полезности каждая из них ничем не доказала, и даже формально нефальсифицируема), за исключением случаев, когда какая-то из них не начинает по каким-то причинам казаться перспективной для разрешения каких-то текущих затруднений (впрочем, от отсеивания теорий на основании нефальсифицируемости — особенно из-за неопределенных констант — тут иногда отказываются, так как серьёзная добротная теория иногда может быть проверена в надежде, что её эффект обнаружится, хотя гарантий этого и нет; особенно это верно, когда теорий-кандидатов вообще немного или некоторые из них выглядят особенно фундаментально интересными; также — в случаях, когда можно проверять теории широкого класса все сразу по известным параметрам, не тратя специальных усилий на проверку каждой в отдельности).
Следует также заметить, что принято называть гипотетическими лишь такие поля, которые совсем не имеют наблюдаемых проявлений (или имеют их недостаточно, как в случае с полем Хиггса). Если же существование физического поля твердо установлено по его наблюдаемым проявлениям, и речь идет лишь об улучшении его теоретического описания (например, о замене ньютоновского гравитационного поля на поле метрического тензора в ОТО), то говорить о том или другом как о гипотетических обычно не принято (хотя для ранней ситуации в ОТО можно было говорить о гипотетическом характере тензорной природы гравитационного поля).
В заключение упомянем о таких полях, сам тип которых достаточно необычен, то есть теоретически вполне мыслим, но никакие поля подобных типов никогда не наблюдались на практике (а в некоторых случаях на ранних этапах развития их теории могли возникать и сомнения в её непротиворечивости). К таким, прежде всего, следует отнести тахионные поля. Собственно, тахионные поля можно назвать скорее лишь потенциально гипотетическими (то есть не достигающими статуса обоснованного предположения), так как известные конкретные теории, в которых они играют более или менее существенную роль, например, теория струн, сами не достигли статуса достаточно подтвержденных.
Ещё более экзотические (например, лоренц-неинвариантные — нарушающие принцип относительности) поля (при том, что абстрактно-теоретически вполне мыслимы) в современной физике можно отнести к стоящим уже достаточно далеко за рамками аргументированного предположения, то есть, строго говоря, их не рассматривают даже в качестве гипотетических.